# Heliand
Heliand är ett fornsaxiskt epos. Det skrevs i Fulda ca år 830 och behandlar i 6000 allittererade verser Kristi liv. Jesus skildras i Heliand som en forngermansk folkkonung, omgiven av sina trogna paladiner, apostlarna. Stilistiskt bygger det unika diktverket i mycket på parallellismer, och texten ligger till grund för hela den fornsaxiska filologin. Eposet finns bevarat i två huvudhandskrifter, vilka förvaras i München respektive London (British Museum). Författaren till Heliand är okänd.

## Språkprov
Ur Heliand:
Thô ward fon Rûmuburg · rîkes mannes

obar alla thesa irminthiod · Octaviânas

ban endi bodskepi · obar thea is brêdon giwald

cuman fon them kêsure · cuningo gihuilicun,

hêmsitteandiun · sô wîdo sô is heritogon

obar al that landskepi · liudio giweldun.

Hiet man that alla thea elilendiun man · iro ôdil sôhtin,

helidos iro handmahal · angegen iro hêrron bodon,

quâmi te them cnôsla gihue, · thanan he cunneas was,

giboran fon them burgiun. · That gibod ward gilêstid

obar thesa wîdon werold...